# بزهکاران (فیلم)
بزهکاران (به انگلیسی: Desperados) فیلمی محصول سال ۲۰۲۰ و به کارگردانی ال پی است. در این فیلم بازیگرانی همچون نسیم پدراد، آنا کمپ، لامورن موریس، سارا برنز، جسیکا چفین، توبی گری، مو گافنی، ایزی دیاز، رابی امل و هدر گراهام ایفای نقش کرده‌اند.